# Space Vol 1 & 2
Space Vol 1 & 2 è un album dal vivo del gruppo rock britannico Deep Purple, pubblicato nel 2004, registrato nel 1970.

## Tracce
1. Wring That Neck (Ritchie Blackmore, Nick Simper, Jon Lord, Ian Paice) – 20:36
2. Black Night (Ian Gillan, Blackmore, Roger Glover, Lord, Paice) – 6:00
3. Paint It Black (Mick Jagger, Keith Richards) – 11:42
4. Mandrake Root (Rod Evans, Blackmore, Lord) – 33:37

## Formazione
- Ian Gillan - voce
- Ritchie Blackmore - chitarra
- Jon Lord - tastiera
- Roger Glover - basso
- Ian Paice - batteria